# Анекдот
Анекдо́т (фр. anecdote від грец. ανεχδοτος — «не готовий у люди», «неопублікований, невиданий», не призначений для публікування) — коротке жартівливе (здебільшого вигадане) оповідання про яку-небудь смішну подію; Кумедний випадок, подія або пригода. У сучасній українській фольклористиці це твори сатиричного та політичного спрямування, дотепні розповіді, а також короткі жартівливі твори побутового характеру. По причині перебування анекдоту в прямому зв'язку з цензурою, його тематика й сфера поширення є вужчою в тій мірі, чим меншою є сфера забороненого. Ця коротка смішна оповідка здебільшого функціонує в усній формі. Автори більшості анекдотів невідомі.

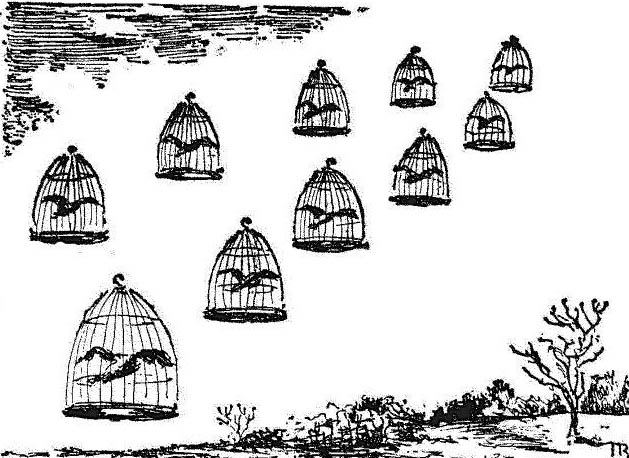
Малюнок-ілюстрація авторства Віталія Пєскова у самвидаві (підпільної системи розповсюдження дисидентських творів у СРСР та країнах Східного блоку) до анекдоту про «радянську свободу» (1970-ті роки).

## У фольклористиці та джерелознавстві
Такий твір сатиричного та політичного спрямування, як різновид гумористичної літератури, тобто анекдот, українська фольклористика розцінює як жанр усної народної творчості. Анекдот — це жанр оповідного фольклору. Це коротка жартівлива оповідка про якийсь незвичайний життєвий випадок чи ситуацію з несподіваним і дотепним закінченням.
Стосовно історичного джерелознавства, то анекдот тут трактується як різновид усних джерел історичної інформації, так само як із переказами, прислів'ями, думами, піснями, крилатими виразами та ін.
Як жанр фольклору анекдот близький до народної новели (Дж. Бокаччо, А. Чехов, Остап Вишня).

## Історія
Спочатку це коротка розповідь про незначну, але характерну подію з життя історичної особи, а з XIX століття і у сучасному слововжитку під анекдотом розуміється також невелика усна жартівлива розповідь з несподіваною та дотепною кінцівкою. В такому другому значенні анекдот — це коротке усне гумористичне або сатиричне оповідання про якусь подію, випадок із дотепним, часто несподіваним чи парадоксальним фіналом, в основі якого звичайно покладений неординарний, потішний і повчальний випадок, який суперечить традиційним уявленням про життєві явища. Таким чином, анекдот схильний розгортатися в літературну новелу. У цьому сучасному слововжитку, який склався з XIX століття, цей варіант оповідних жартів є характерний для литовської, російської, чеської, болгарської, української культури, тоді як в інших західноєвропейських культурах використання слова «анекдот» не прийняте, а такі розповіді прийнято називати жартами.
Термін «анекдот» у значенні «коротка розповідь про незначну, але характерну подію з життя історичної особи» був уперше застосований до сатиричної «Таємної історії» (550 рік) візантійського історика Прокопія Кесарійського. Книга розповідала про скандальну хроніку візантійського імператорського двору. У цій книзі Прокопій Кесарійський уперше скористався терміном «анекдот», назвавши ним вміщені до книги оповіді про відомих людей, які до видавництва книги поширювалися усно, на противагу офіційним хронікам. В книзі автор висміював порядки при дворі імператора Юстиніана.
Джерелом створення перших анекдотів стали випадки з життя відомих людей, які або знеславлювали особу, або мали скандальний характер, і тому не знайшли відображення в офіційних документах. Пізніше анекдотом почали називати малі оповідальні жанри жартівливого характеру, нерідко з гострим політичним змістом (у західноєвропейській літературі — фабліо і фацеції, що отримали особливий розвиток в епоху Відродження, наприклад, «Фацеції» Поджо Браччоліні). До анекдоту відносили фабліо (фр. fablian, від лат. fabula — історія, оповідання, байка) та фацеції (італ. facecia — жарт, дотеп), польські фрашки, німецькі шванки (нім. Schwank — жарт).
До анекдотів зараховують «Римські діяння» — літературний збірник повістей псевдоісторичного характеру, що був складений в XIII столітті в Англії, а також збірник «Смішні оповідки» сирійського письменника XIII століття Абу-аль-Фараджа. В ті часи і пізніше під анекдотами розуміли міські плітки, чутки, пересуди, балачки, поголоси, тощо. В античних літературах анекдотом називали старі твори, які в свій час не були відомі.
У європейській літературі XV – початку XVI століть виділяють «Книгу фацецій» авторства італійця П. Браччоліні. Ця збірка була видана 1470 року і безліч разів перевидавалася й перекладалася багатьма мовами.
Із Польщі в Росію та в Україну прийшли перекладені фацеції (під назвою "фацеція" чи "жарт") в 1-ій половині XVII століття. В цих творах висміювались нерозторопний селянин, непостійність жінок, сластолюбство і лицемірство окремих священнослужителів і інше. У Росії анекдот набув поширення з 2-ї половини XVIII століття (Збірники Н. Курганова, П. Семенова та ін). Анекдот поширений у сучасному російському міському фольклорі.
|                                                                                            | (рос.) «Анекдот это не просто побасенка и не просто хохма. Анекдот просовывает свой нож в щель между реальностью и дурацким лакировочным её изображением. В анекдоте всегда есть довольно серьезный, а иногда и просто научный посыл». |
| — Биков Дмитро Львович, у (рос.) «Лекции по русской литературе XX века. Том III (Жёлтый)». | |

Синявський Андрій Донатович писав, що анекдот і блатна пісня — два головні вклади радянської влади в історію і культуру. Слово хохма, у кримінальному значенні фокус, походить від давньоєврейського слова, де воно виступало у значенні "мудрість; розумний вислів".
| | Духовно-стильові корені агади можна простежити в писаннях Соломона та хакамів і соферів Єрусалимського Храму, котрі в середині 1 тисячоліття до н е. об'єднали свої творіння як частину Старого Завіту під егідою імені Соломона Премудрого в книгах Притч ("хакам" — мудрець, "хокма" — мудрість, поняття, дуже популярні в єврейській культурі: порівняй також арабське "хакам" — мудрець: в єврейській релігійній громаді рабину допомагає саме "хахам", який вільно інтерпретує Старий Завіт; звідси популярне в наш час слово хохма — анекдот, зміст якого важливий з політичного, чи морального погляду, але викладений в задерикуватій іронічній формі. |
| — Семен Абрамович, «Лексикон загального та порівняльного літературознавства» (за ред. А.Волкова) — Чернівці: Золоті литаври, 2001. | |

Правдивість оповіді та її документальність поступово втрачалися з розвитком жанру, і таким чином це призвело до зміщення характеристик: із спогадів та оповідей про реальні факти — до фікції (тобто, вигадані історії та плітки). Починаючи з XVIII століття анекдотом називають і оповіді про надзвичайні та смішні життєві події у відомих людей, а також різні побутові випадки з парадоксальним, неочікуваним розвитком подій. Найширше розуміння жанру анекдоту охоплює жартівливі фольклорні твори різних видів, до яких них належать смішні оповідання лаконічної форми, з короткими сюжетами й дотепними чи несподівано комічними розв'язками жарти й вигадки, нісенітниці, дитячі смішинки, художньо завершені каламбури, жартівливі й «нескінченні» діалоги. Іншими термінами на позначення цих народно-поетичних творів чи то у побуті чи фольклористиці, особливо в XIX столітті, слугували також такі варіанти назв як «можебилиці» (П. Єфименко називав анекдоти «можебилицями»), або «придабашки» (Федькович Осип-Юрій Адальбертович — «придабашками»).
Сюжети анекдотів різні. Анекдоти використовують з розважальною метою, є засобом привернення уваги аудиторії, основна маса їх має соціальну спрямованість. Анекдоти можуть бути класифікованими за тематикою як-то етнофолістичні, професійні, політичні, цинічні, побутові тощо.
Вперше слово анекдот в Україні вжите у опублікованій збірці народних анекдотів під назвою «Маленька книжка Малоросійських анекдотів» у 1859 році упорядником, котрий себе не вказав. Григорій Квітка-Основ'яненко є першим із українських діячів культури, хто вперше вжив термін анекдот і опублікував його у журналі «Вестник Европы» в 1832 році українською мовою у вигляді твору «Про татар, Наполеона та чумаків». Борисом Грінченком було зібрано і видано анекдоти у книжці «Веселий оповідач», яка мала три видання (1888 і 1893 в Москві, а 1898 — Чернігів). Книга «Галицько-руські анекдоти» (1899 — Львів), упорядником якої був Володимир Гнатюк, є однією з найповніших збірок. Анекдоти у збірниках Грінченка і Гнатюка є так званими традиційними анекдотами, які відбивають специфічний народний гумор, звичаї, родинні та суспільні стосунки.
У ХХ столітті вийшли декілька українських збірок. В 1957 році — «Українські народні казки, легенди, анекдоти», в 1967 році — «Українські народні анекдоти, жарти, дотепи», 1969 року вийшла збірка  «Мудрий оповідач: українські народні казки, байки, притчі та анекдоти», а згодом — «Біля райських воріт» (1980; усі – Київ) та інші.
Формування традиційних анекдотів відбувалося трьома шляхами: на основі реальних життєвих випадків, міжжанрових взаємодій всередині фольклору (з казок, міфів тощо), а також запозичень з літературних ти усних джерел інших народів. Прийоми народної оповідної традиції, котрі належать до гіперболізації, непередбаченого підтексту, який зміщує увагу від серйозного до смішного, жартівливих діалогів, каламбурів, обігрування мовного непорозуміння, що вибудовує комічні ситуації, – усе це є присутнім в творчості Г.Квітки-Основ'яненка, Є.Гребінки, П.Гулака-Артемовського, С.Руданського, І.Нечуя-Левицького, І.Котляревського, М.Гоголя, Остапа Вишні. Традиційний анекдот став також джерелом іншого жанру літературної творчості, — співомовки, сюжети в якій відтворюються у віршованій формі (співомовки С. Руданського), а творчість П. Глазового може розглядатися як сучасне продовження цієї літературної традиції.
У свій час поштовхом до розвитку жанру анекдоту ставав психологічний опір тоталітарному комуністичному режимові, який також був важливим елементом конформістського пристосування переважної більшості людей до цього режиму. «Радянські» політичні анекдоти були переважно російськомовними, бо радянська міфологія творилася в російськомовному центрі. Проте були популярними і україномовні політичні анекдоти. За розповсюдження політичних анекдотів влада переслідувала, а у 1930— 40-х роках навіть ув'язнювала. За розповідь політичного анекдоту, як і за виконання повстанських чи стрілецьких пісень, або сповнених сарказму так званих частушок, спрямованих проти радянської влади та її керівників, в радянському кримінальному кодексі існувала стаття, яка передбачала трирічне позбавлення волі. Значна кількість сатиричних пісень про колгоспних керівників з'явилася у 60-х роках ХХ століття, і вони були настільки популярні і так часто пропонувалися на сцену під час оглядів художньої самодіяльності, що для очищення та сепарування такого фольклору від державного фольклору були створені в кожній області так звані центри народної творчості, головною метою яких було опанувати цей процес і показати «правильний» шлях у «правильному» керунку. Наприкінці 80-х років газети й журнали були охоплені публікаціями анекдотів у зв'язку з послабленням зовнішньої цензури на анекдоти. Ця хвиля у наш час поступово зменшується, тому зменшується і активність побутування анекдотів. Сучасний анекдот як спосіб творення альтернативної до офіціозу картини світу продовжує існувати як жанр гумористичної літератури, але зменшується його поширення і тематика, оскільки зменшується сфера забороненого.

## Анекдоти про Царський період
Політична сатира вважалася небезпечною в Росії ще з часів деспотичної Російської імперії. Жарти царського періоду такі ж, як і в усій Європі того часу, але специфіка гумору Російської імперії в основному стосується царя, церкви, антисемітизму та алкоголізму.

| — Чому наш маленький батько Микола II не чує наших відчайдушних молитов? — Бо оглух від мастурбації на славу Романових і Святої Русі! | — Які якості необхідні, щоб бути папою? — Треба уміти добре рахувати, гарно співати і передусім Бога не боятися! | — Батьку, що таке єврей? — Він такий же бідолаха, як і ми, за винятком того, що нас стріляють, якщо ми встаємо, це більш офіційно, тоді як він вірить у Бога, але не в Христа, тому ми вбиваємо його від руки, це дешевше! | — Чого ми так багато п'ємо в нашій Святій Русі? — Бо горілка — єдиний відомий лік від нашої святої біди! |

## Анекдоти про Радянський період
Жарти радянського періоду, пропонують більш популярний, реальний і барвистий погляд на радянську дійсність, ніж той, який зображено в академічних дослідженнях радянологів, погляд, який, незважаючи на тоталітаризм, показує, що дух народної критики ніколи повністю не зникав, незважаючи на ризики репресій:

| — Яка різниця між хорошим анекдотом і поганим? — П'ять років табору! | — Найкоротший і найжорстокіший з усіх анекдотів? — Насолоджуйся своєю їжею! | — Найгіркіший? — Будь здоровий! | — У радянському суспільстві всі цеглини теоретично рівні, але практично ті, що внизу, мають нести вагу тих, що зверху. |

| Секретар суду чує невгамовний сміх у сусідній залі суду. Він увійшов і побачив суддю, який сидів у кріслі і голосно сміявся. Він запитує його: "Товаришу суддя, з вами все гаразд?" Суддя відповів: "Я щойно почув найсмішніший анекдот у своєму житті!" З цікавості співробітник запитав: "А можна мені його дізнатися?" Суддя відповів: "О ні! Я щойно дав людині, яка мені його розповіла, 10 років в'язниці! | Ти хочеш жити? Не думай. Якщо не можеш перестати думати, не говори. Якщо не можеш перестати говорити, не пиши. Якщо не можеш перестати писати, не підписуй. Якщо не можеш перестати підписувати, не дивуйся | — Мамо, а це правда, що СРСР заснували вчені? — Ні, дорогенька, це були політики. — Але, мамо, в школі ми вчили, що вони були вченими! — Звісно, дорогенька, але ти тільки подумай: вчені проводять свої експерименти на щурах! | Питання: як живеться під радянською владою? Перша відповідь: — Як в автобусі: одні сидять, а інші трясуться. Друга відповідь: — Як на океанському параході: неосяжні горизонти, нудить, і дівати нікуди. Третя відповідь: — Гірше ніж учора, краще ніж завтра. |

| В СРСР план завжди перевиконується, хоча ніхто не працює. План завжди перевиконується, але магазини залишаються порожніми. Хоча магазини порожні, людям все одно вдається їсти. Але навіть коли вони їдять, вони всі нещасні. І все ж вони не перестають аплодувати. | Маша, маленька щаслива дівчинка, сказала вчительці: — Товаришка, наша кішка народила, у неї п'ятеро кошенят, і всі хороші комуністи. Через деякий час вчителька запитує про кошенят. Маша: — Вони всі вижили, але вони вже не комуністи. Вчитель: — Як так? Маша: — Це тому, що очі відкрили, товаришу! | До лікарні заходить громадянин: — Здрастуйте, я прийшов до офтальмолога-оторинолога! — У нас є офтальмолог і оториноларинголог, до кого ви хочете звернутися першим? — До обох разом! — Це неможливо, це не та послуга, треба вибирати. — Це так погано! — Але, нарешті, товаришу, в чому ваша проблема? — Мої вуха одне чують, а очі інше бачать! | Громадянин розчавлює палець молотком. Він лягає в лікарню. У лікарні двоє воріт: «Товариші керівники» та «Інші громадяни». Оскільки він не лідер, він обирає другі двері. У холі двоє дверей: «Члени партії» та «Безпартійні». Не будучи членом, він обирає другі двері. У кінці коридору ще двоє дверей: «Швидка допомога» та «Інші пацієнти». Оскільки він не серйозно поранений, відкриває другі і опиняється на вулиці. |

| — Ах, як би я хотів жити в Теорії! — Про що ви говорите, товаришу? — Теоретично все добре! | Комуністичний ідеал — це сяючий обрій людства. А горизонт — це уявна лінія, яка віддаляється від нас у міру наближення до неї. | — Яка найбільш стійка риса планової економіки? — Тимчасові труднощі. | Цьогоріч урожай середній: менший, ніж торік, але кращий, ніж наступного. |

| Комунізм є завершальним етапом еволюції людства після доісторичних банд сміттярів, первісної общини, рабовласницького суспільства, феодалізму та капіталізму. Однак він успадкував деякі риси з цих попередніх стадій. Від доісторичних сміттярів він успадкував відносини, від первісної общини — організацію, від рабовласницького суспільства — відплату, від феодалізму — інквізицію, від капіталізму — експлуатацію і від усього іншого — нерівність. | Одного разу в машині генеральний секретар КПРС, який завжди бажає знати думку своїх людей, запитує свого водія: — Товаришу? Чи покращується ваша особиста ситуація на даний момент? Відповідь: — Насправді ні, у мене тільки вживаний костюм, і я не можу дозволити собі купити новий. Секретар: — На що ви скаржитесь? Хіба ви не знаєте, що на островах Тихого океану люди щасливі, коли живуть голі? Водій: — Правда? А коли була їхня революція? | — Чому райський сад був радянською республікою? — Тому що ми жили там майже голі, їли там тільки недостиглі яблука, і мусили називати це раєм, а якщо набиралися знань, то нас жорстоко карали. | Зустріч Генерального секретаря КПРС з Патріархом Православної Церкви. Секретар: — Ну що, святий грішний, малий батько римських пап, що нового? Патріарх: — Вчора мене відвідав Всевишній і сказав, що я найскромніший Патріарх, якого коли-небудь мала Москва. Секретар: — Ви, мабуть, сонні і горілки перебрали, бо вчора я рибалив на Байкалі! |

| У раю святий Петро чує стукіт у двері. Він відкриває і з подивом бачить Сатану особисто в супроводі безлічі інших демонів позаду нього. Святий Петро запитує: — Але що ти тут робиш? Той відповідає: — Сталін щойно помер і потрапив у пекло. Ми перші біженці. | — Чому Сталін просив Андрія Вишинського заочно засудити Сонце на тридцять років ГУЛАГу? — Бо кожен день ця сволота Сонце, як годиться, влаштувавшись на Сході і споглянувши на СРСР у його красі, все-таки вирішує подаватися на Захід! | — Якби вам довелося вибирати між капіталістичним пеклом і комуністичним пеклом, що б ви вибрали? — Комуністичне пекло, бо якщо буде як на землі, то коли в них буде вогонь, то їм не вистачить котлів; коли в них будуть котли, вогонь погасне; а якщо випадково вогонь і казани доступні одночасно, будьте певні, що відповідальний за освітлення буде відсутній! | В СРСР марксизм-ленінізм є науковим вченням, яке готує майбутнє, організовує сьогодення і модифікує минуле! Одного разу Сталін із членами Політбюро і з усіма своїми наближеними їхав на пароплаві Волгою. Раптово пароплав почав тонути. Якщо пароплав миттєво потоне, хто врятується? Відгадка: народи СРСР. |

| — Що робить капіталізм? — Він біжить собі на пропажу! — А що робить комунізм? — Він прискорюється, щоб наздогнати і перегнати капіталізм! | — Чому США на краю прірви? — Тому що на задньому плані вони споглядають Радянський Союз. | — Що таке капіталізм? — Це експлуатація людини людиною! — А що таке радянський соціалізм? — Це навпаки! | — Що таке черга? — Це вибудовування людей на лінію, визначену партією. |

| Стародавні слов'яни шанували пам'ять своїх померлих. Ставши радянськими, вони посилають на смерть людей, які мають пам'ять про свою культуру. | — Чому кагебісти завжди ходять по троє? — Бо потрібен один, хто вміє читати накази, той, хто вміє писати звіти, і третій, щоб стежити за цими двома небезпечними інтелектуалами. | Західний турист, упевнений у своїй вищості, радянському громадянину: — Ми на Заході маємо право критикувати нашу владу. Радянський, краєм ока спостерігаючи за стукачем: — Ну і що? Ми теж маємо право критикувати вашу владу! | Західний турист, в радянському ресторані: — Скандал, цей хліб такий твердий, що я зуб зламала! Керівник, краєм ока спостерігаючи за черговим: — Не радянський хліб твердий, а капіталістичний зуб м'який! |

| Три зеки (в'язні ГУЛАГу): — У мене вахта була пізня, і я кілька разів спізнювався: мені дали три роки за саботаж у господарстві! — А мій годинник ходив вперед, і я кілька разів раніше приходив: мав чотири роки за шпигунство! — Ну а я мав годинник, який завжди встигав, завдяки йому я був пунктуальний, і мені дали п'ять років за використання капіталістичної техніки! (варіант: я був пунктуальний і мені дали п'ять років за міщанський конформізм!) | Американський президент телефонує до Кремля: — Я зрозумів, що капіталізм біжить до краху, і я хочу встановити комунізм в Америці: що ви мені порадите? — Не поспішайте, і перш за все, спочатку доставте машини, які ми замовили! Чому в СРСР не шиють ліжка? Бо не варто: класовий ворог не спить, політична поліція пильнує, а робітничий клас працює 24 години на добу! | — Як розпізнати радянське судно в морі, якщо воно не має свого прапора? — Позаду немає ні акул, ні чайок, їм нема чого викидати — Всі радянські народи брати, чому? — Тому що ви можете вибрати собі друзів, але не свою родину. У радянському посольстві на Заході співробітникові телефонують. — Товариш Казабін? — Вибачте, півроку тому його відкликали до Москви для проведення слідства. За деталями зверніться до його вдови. | Чоловік приходить замовляти «Жигулі». Він заповнює бланки, вносить гроші, а йому, як і всім клієнтам, кажуть: — Все в порядку, приходьте через 10 років за доставкою. Чоловік запитує: — Вранці чи вдень? Відповідь співробітника: — Навіщо вам це знати? Клієнт: — Тому що вранці я маю забрати свою нову плиту. |

## Деталізація джерел
1. 1 2 3 4 5 6 7 8  Удод О. А. Анекдот [Архівовано 18 квітня 2016 у Wayback Machine.] // Енциклопедія історії України : у 10 т. / редкол.: В. А. Смолій (голова) та ін. ; Інститут історії України НАН України. — К. : Наукова думка, 2003. — Т. 1 : А — В. — С. 89. — ISBN 966-00-0734-5.
2. 1 2 3 4 5 6 7 8 9 10 11 12 13 14 15 16 17 18 19 20  Н. К. Гончаренко. Анекдот [Архівовано 8 березня 2017 у Wayback Machine.] // Енциклопедія сучасної України / ред. кол.: І. М. Дзюба [та ін.] ; НАН України, НТШ. — К. : Інститут енциклопедичних досліджень НАН України, 2001–2025. — ISBN 966-02-2074-X.
3. 1 2 3  Словник-довідник літературознавчих термінів / Упор.: О.В. Бобир, В.Й. Буденний, О.Б. Мамчич, Н.П. Нікітіна; за ред. О.В. Бобиря. — Чернігів: ФОП Лозовий В.М., 2016. — 132 с. ISBN 978-617-7323-62-3 (стор.: 16)
4. ↑  Літературознавчий словник-довідник // Літературознавча енциклопедія : у 2 т. / авт.-уклад. Ю. І. Ковалів. — Київ : ВЦ «Академія», 2007. — А — Л. — С. 68.
5. 1 2 3 4 5 6  (рос.) Анекдот [Електронний ресурс] «Большая Советская Энциклопедия (БСЭ)»
6. ↑  Анекдот // Словник української мови : в 11 т. — Київ : Наукова думка, 1970—1980.
7. ↑  Бибик С.П., Сюта Г.М. Словник іншомовних слів: тлумачення, словотворення та слововживання / За ред. С.Я. Єрмоленко; Худож.-оформлювач Б.П. Бублик. — Харків: Фоліо, 2006. — 623 с. — (Б-ка держ. мови). ISBN 966-03-3173-8 (стор.: 40)
8. 1 2 3  Моклиця Марія. Вступ до літературознавства. Посібник для студентів філологічних факультетів. — Луцьк: Волинський національний університет імені Лесі Українки, 2011. — 468 с. ISBN 978-966-600-493-5 (серія) ISBN 978-966-600-533-8 (стор.: 222)
9. ↑  Савченко І. Історія української літератури: Навчальний посібник. — К.:
“Альфа-М”, 2007. — 184 с
10. 1 2 3  Анекдот // Лексикон загального та порівняльного літературознавства / голова ред. А. Волков. — Чернівці : Золоті литаври, 2001. — С. 24. — 634 с. ISBN 966-7577-88-0
11. ↑  Українські анекдоти: від козацьких часів і по наші дні / Упорядник і автор передмови В. Чемерис. — Київ: Український письменник, 1995. — 382 с. — С. 3. ISBN 5-333-01464-7
12. 1 2  Дмитрий Быков «Лекции по русской литературе XX века. Том III (Жёлтый)» // Москва: «Эксмо», 2019, мягкая обложка, 256 стр., ISBN 978-5-04-105303-1
13. ↑  Дмитрий Быков // «Новая газета», №145, 25 декабря 2019 год https://ru-bykov.livejournal.com/4246785.html
14. ↑  Словопедія: Хохма
15. ↑  Большой словарь русского жаргона (стор.: 654)
16. ↑  Агада // Лексикон загального та порівняльного літературознавства / голова ред. А. Волков. — Чернівці : Золоті литаври, 2001. — С. 14. — 634 с. ISBN 966-7577-88-0
17. ↑  Советські анекдоти [Архівовано 11 жовтня 2021 у Wayback Machine.] / Упорядник і автор передмови О. Шило; ілюстрації Лябо. — Б.м. : б.в., б.р. — 58 с.
18. 1 2  Давидюк В.Ф., Вибрані лекції з українського фольклору (в авторському дискурсі): навч. посіб. для студ. вищих навч. закладів. Вид. третє, виправл., доп. і перероб. / В.Ф. Давидюк. — Луцьк: ПВД «Твердиня», 2014. — 448 с. ISBN 978-617-517-182-0 (стор.: 297)
19. ↑  Віктор А. Погадаєв, «Походження та класифікація російських анекдотів як фольклорного жанру», Фольклор і фольклористика, Малайський університет, вип. 5, № 2, Грудень 2012 року, стор. 9-17 (читати онлайн [Архівовано [Дата відсутня], у Wikiwix] [PDF])
20. ↑  Antoine et Philippe Meyer, Le communisme est-il soluble dans l'alcool, Seuil, 1979 (ISBN 2020053810)
21. ↑  Amandine Regamey, Prolétaires de tous pays, excusez-moi!, Buchet-Chastel, 2007 (ISBN 228302093X)
22. ↑  David Brandenberger, «Political Humor under Stalin. An Anthology of Unofficial Jokes and Anecdotes» архів, на richmond.edu, 2009